# 磷酸锕
磷酸锕是一种无机化合物，化学式为AcPO4，有放射性。

## 制备
磷酸锕可由可溶性锕盐和磷酸盐作用，沉淀制得：
Ac3+ + PO43− → AcPO4↓